# Vulpia
Vulpia é um género botânico pertencente à família Poaceae.